# The Decline of Western Civilization Part II: The Metal Years
The Decline of Western Civilization Part II: The Metal Years é um documentário estadunidense de 1988. Dirigido por Penelope Spheeris, relata a evolução do heavy metal em Los Angeles entre 1986 e 1988.

## Apresentações
- Megadeth
  - "In My Darkest Hour"
- Lizzy Borden
  - "Born to be Wild"
- Faster Pussycat
  - "Bathroom Wall"
  - "Cathouse"
- Seduce
  - "Crash Landing"
  - "Colleen"
- London
  - "Breakout"
  - "Russian Winter"
- Odin
  - "Little Gypsy"
  - "12 O'Clock High"